# شنجي كيجيو
شينجي كيجيو، ولد في (24 ديسمبر 1947م في محافظة كوماموتو) حصل على جائزة المؤلف الياباني في الخيال العلمي والخيال. الفيلم يوميكيري يستند على روايته التي تحمل الاسم نفسه. وشارك أيضا في كتابة المانجا اومويد ايمانون (ذكرى الايمانون) سلسلة مع كينجي تسوروتا (الذي يتضح بالإضافة إلى السلسلة)، التي نشرت على حلقات في شهري ريو كوميدي. ويستند المانجا إلى قصته القصيرة التي تحمل نفس العنوان وأصبح بداية حياته سلسلة طويلة من القصص القصيرة ايمانون. فاز بجائزة تايشو نيهون 1991م.